# Bertalan Szemere
Bertalan Szemere (27. srpna 1812 Vatta – 18. ledna 1869 Pešť) byl maďarský básník a politik. Během maďarské revoluce 1848–1849 byl zvolen třetím maďarským předsedou vlády.

## Život
Narodil se do zchudlé šlechtické rodiny, která za svého prapředka považovala náčelníka 9. století Hubu. Szemere studoval v Miskolci, Kežmarku a Sárospataku. Jeho první verše byly publikovány v časopise Felső-Magyarországi Minerva. Ovlivnili ho Ferenc Kölcsey a Mihály Vörösmarty. V roce 1832 promoval jako právník a začal pracovat v Bratislavě, kde působil do roku 1834. Poté přesídlil do Boršodu. V roce 1835 se vydal na cesty, navštívil mimo jiné Berlín, Amsterdam, Dublin, Lausanne, Paříž a Londýn. Pobýval také v Česku. Během svých cest si uvědomil, že Maďarsko je méně rozvinuté, než si myslel. Sepsal své zkušenosti do deníku a shrnul v něm též, jak se zahraniční instituce vyvíjely a fungovaly. Deník pak pod názvem Utazás külföldön (Cesta do ciziny) vydal v roce 1840. Deník ho proslavil a stal se členem Maďarské akademie věd. V letech 1841–1847 byl soudcem v Boršodské župě.
V roce 1848 byl jmenován ministrem vnitra v revoluční Batthyányho vládě. Byl odpovědný za uskutečnění prvních parlamentních voleb. Založil vládní oficiální noviny, Közlöny (“Bulletin”). Byl odpovědný za Horní Uhry (Slovensko). Od 2. května 1849 byl též předsedou vlády. Jeho vláda ukončila stanné právo a pracovala na zrušení nevolnictví. Dne 29. července 1849 přijala zákon, který umožňoval užívání jazyka etnických menšin v místní správě a školství. Cílem vlády bylo získat podporu etnických menšin pro maďarskou revoluci, což se ale spíše nedařilo. Po maďarské kapitulaci u Világose zakopal Szemere 23. srpna 1849 v Oršavě Svatou korunu Maďarska, žezlo, kouli a další korunovační klenoty. Utekl do Turecka a později emigroval do Paříže.
Žil ze zachráněné části majetku jeho manželky, ale v 60. letech mu prostředky došly a obchody, zejména s vínem, jimiž si chtěl vydělat, se také nezdařily. To výrazně přispělo ke zhoršení jeho psychického stavu. V 50. letech si intenzivně dopisoval s Karlem Marxem. V roce 1851 ho Rakouské císařství v nepřítomnosti odsoudilo k smrti. Postupně se zhoršil jeho vztah s Lajosem Kossuthem. Szemere jeho i další vůdce revoluce zle vykreslil ve svých brožurách Magyar Emigráció (Maďarská emigrace) a Politikai jellemrajzok (Politické slovo-obraz). Během své emigrace napsal také cestopis Utazás keleten (Cesty na východ).
V roce 1865 úspěšně požádal o milost, jež mu byla udělena a vrátil se do Maďarska. V té době byl však již duševně nemocný a ihned po návratu byl hospitalizován v psychiatrické léčebně. V roce 1869 zde spáchal sebevraždu. Jeho popel byl původně pohřben v Budíně. Roku 1871 byl přemístěn do kostela v miskolcké čtvrti Avas.